# 銀林綱男
銀林 綱男（ぎんばやし つなお、1844年5月6日（弘化元年3月19日）- 1905年（明治38年）9月20日）は、幕末の尊攘運動家、明治期の内務官僚・実業家。官選埼玉県知事。孫に数学者の銀林浩、曾孫に政治家の片山さつきがいる。同郷の前島密と親交があった。

## 経歴
越後国頸城郡青海村（後の新潟県西頸城郡青海町→糸魚川市）の青海神社の宮司銀林玄類の息子として生まれる。江戸で医学、詩文を学んだ。戊辰戦争では新政府側の居之隊に属して転戦した。
慶応4年（1868年）8月、新政府に出仕し民政方御用掛に就任。以後、新潟県少属、同一等警部を歴任。1876年、東京府に転じ、同大属、同戸籍掛長、同学務課長、同建築調査委員、同官報通信主任、同会計主務官代理などを務めた。1891年、世界界博覧会出品事務委員に就任。
1892年12月、埼玉県知事に就任。道路の改良整備に尽力。1894年1月20日、知事を非職となり、同月31日、依願免本官。その後、北越鉄道社長、横浜火災運送保険株式会社 東京支店監督などを務めた。1902年6月、東京市会議員に当選した。市会議員在職中に死去した。

## 栄典
位階
- 1884年（明治17年）2月9日 - 従六位[10]
- 1894年（明治27年）2月28日 - 従四位[11]

勲章等
- 1888年（明治21年）5月29日 - 勲六等単光旭日章[12]
- 1889年（明治22年）11月29日 - 大日本帝国憲法発布記念章[13]